# Эдмундс, Террелл
Федериус Террелл Эдмундс (англ. FeDerius Terrell Edmunds, 20 января 1997, Данвилл, Виргиния) — профессиональный американский футболист, выступающий на позиции сэйфти в клубе НФЛ «Питтсбург Стилерз». На драфте 2018 года был выбран в первом раунде. Террелл и Тремейн Эдмундсы стали первыми братьями, выбранными в первом раунде одного и того же драфта.

## Биография
Террелл Эдмундс родился 20 января 1997 года в Данвилле в Виргинии. Его отец Феррелл в прошлом профессиональный футболист, играл на позиции тайт-энда, дважды был участником Пробоула. Мать Фелисия работала учительницей физкультуры. Два его брата, старший Трей и младший Тремейн, также являются игроками НФЛ. Террелл окончил старшую школу имени Дэна Ривера, за её команду играл ди-бэком, квотербеком и ресивером. Спортивные стипендии ему предлагали университет Цинциннати и Хэмптонский университет. В апреле 2013 года он объявил о намерении продолжить обучение и карьеру в Политехническом университете Виргинии, где играл его брат Трей. 

### Любительская карьера
Сезон 2014 года Эдмундс провёл в статусе освобождённого игрока, был корнербеком тренировочного состава «Хокис». В 2015 году он дебютировал в матчах NCAA, всего за сезон принял участие в тринадцати играх. Террелл провёл на поле 558 розыгрышах на разных позициях в защите и специальных командах. В 2016 году он стал игроком стартового состава команды, с которой дошёл до финала конференции ACC. В четырнадцати матчах Эдмундс сделал 89 захватов и четыре перехвата. По итогам сезона он был включён в символическую сборную звёзд конференции по версии ESPN. В сезоне 2017 года он сыграл в десяти матчах.

#### Статистика выступлений в NCAA
| Сезон | Команда            | Игры | Захваты | Захваты | Захваты | Захваты | Захваты | Перехваты | Перехваты | Перехваты | Перехваты | Перехваты | Фамблы | Фамблы | Фамблы | Фамблы |
| Сезон | Команда            | Игры | Solo    | Ast     | Tot     | Loss    | Sk      | Int       | Yds       | Y/R       | TD        | PD        | FR     | Yds    | TD     | FF     |
| ----- | ------------------ | ---- | ------- | ------- | ------- | ------- | ------- | --------- | --------- | --------- | --------- | --------- | ------ | ------ | ------ | ------ |
| 2014  | Виргиния Тек Хокис | 0    | 0       | 0       | 0       | 0,0     | 0,0     | 0         | 0         | 0,0       | 0         | 0         | 0      | 0      | 0      | 0      |
| 2015  | Виргиния Тек Хокис | 13   | 16      | 18      | 34      | 1,5     | 0,0     | 0         | 0         | 0,0       | 0         | 7         | 1      | 0      | 0      | 0      |
| 2016  | Виргиния Тек Хокис | 14   | 52      | 49      | 101     | 4,5     | 0,0     | 4         | 28        | 7,0       | 0         | 3         | 1      | 0      | 0      | 1      |
| 2017  | Виргиния Тек Хокис | 10   | 33      | 28      | 61      | 2,5     | 1,5     | 2         | 70        | 35,0      | 0         | 4         | 0      | 0      | 0      | 0      |
| Всего | Всего              | 37   | 101     | 95      | 196     | 8,5     | 1,5     | 6         | 98        | 16,3      | 0         | 14        | 2      | 0      | 0      | 1      |

### Профессиональная карьера
Перед драфтом НФЛ 2018 года аналитик сайта Bleacher Report Мэтт Миллер отмечал антропометрические данные Эдмундса, его опыт игры на местах корнербека, сэйфти и лайнбекера, подвижность и способность действовать в защите против выноса. К слабым сторонам игрока он относил его игру на открытом пространстве, работу при захватах и проблемы в распознавании обманных манёвров. Кроме того, вопросы могло вызывать состояние его плеча, травмированного в 2017 году. Миллер прогнозировал Эдмундсу выбор в конце третьего раунда и роль игрока специальных команд на начальном этапе профессиональной карьеры.
На драфте Террелл был выбран «Питтсбургом» в первом раунде под общим 28 номером. Его брат Тремейн ранее был задрафтован «Баффало» под 16 номером. Они стали первой парой братьев, когда-либо выбранных в первом раунде одного и того же драфта. Контракт с командой Эдмундс подписал в июле 2018 года. Общая сумма четырёхлетнего соглашения составила 10,6 млн долларов. В контракте была предусмотрена возможность продления на год по инициативе клуба. В дебютном сезоне он сыграл в шестнадцати матчах регулярного чемпионата, получив место в стартовом составе после травмы Моргана Бернетта. По итогам года Террелл стал вторым в составе команды по общему количеству сделанных захватов. В регулярном чемпионате 2019 года он сделал более ста захватов, чего сэйфти не удавалось сделать с 2013 года. По ходу сезона он зарекомендовал себя как защитник, действующий вблизи линии розыгрыша, основной задачей которого является противодействие выносной игре противника.

#### Статистика выступлений в НФЛ

##### Регулярный чемпионат
| Сезон | Команда           | Игры | Захваты | Захваты | Захваты | Захваты | Захваты | Перехваты | Перехваты | Перехваты | Перехваты | Перехваты | Фамблы | Фамблы | Фамблы | Фамблы |
| Сезон | Команда           | Игры | Solo    | Ast     | Tot     | Loss    | Sk      | Int       | Yds       | Y/R       | TD        | PD        | FR     | Yds    | TD     | FF     |
| ----- | ----------------- | ---- | ------- | ------- | ------- | ------- | ------- | --------- | --------- | --------- | --------- | --------- | ------ | ------ | ------ | ------ |
| 2018  | Питтсбург Стилерз | 16   | 55      | 23      | 78      | 1       | 1,0     | 1         | 35        | 35,0      | 0         | 4         | 1      | 0      | 0      | 0      |
| 2019  | Питтсбург Стилерз | 16   | 71      | 34      | 105     | 2       | 0,0     | 0         | 0         | 0,0       | 0         | 3         | 0      | 0      | 0      | 0      |
| 2020  | Питтсбург Стилерз | 15   | 46      | 22      | 68      | 1       | 1,0     | 2         | 11        | 5,5       | 0         | 8         | 0      | 0      | 0      | 0      |
| Всего | Всего             | 47   | 172     | 79      | 251     | 4       | 2,0     | 3         | 46        | 15,3      | 0         | 15        | 1      | 0      | 0      | 1      |

* На 1 января 2021 года